# Jacobo Baradeo
Jacobo Baradeo (en griego: Βαραδαῖος; árabe: مار يعقوب البرادعي, Mar Jacob El Baradei; siríaco: ܝܥܩܘܒ ܒܘܪܕܥܝܐ), también conocido como Jacobo bar Addai o Jacobo bar Teófilo, fue obispo de Edesa desde el 543-544 hasta su muerte en 578. Es venerado como santo en la Iglesia Ortodoxa Oriental y su fiesta es el 31 de julio. Los esfuerzos misioneros de Jacobo ayudaron a fortalecer la Iglesia Ortodoxa Siríaca, perseguida y casi extinta por el imperio bizantino, también conocida como la Iglesia 'Jacobita' epónimo, y aseguró su supervivencia a pesar de las persecuciones.

## Antecedentes
Después del Concilio de Calcedonia en 451, la Iglesia en el Imperio Romano de Oriente sufrió una división entre los calcedonios, partidarios del concilio y los no calcedonios, también conocidos como miafisitas, que se opusieron al concilio. Los no calcedonios perdieron apoyo político con la ascensión al trono del emperador Justino I en 518, que posteriormente llegó a perseguirlos. Consecuentemente, el número de líderes religiosos no calcedonios disminuyó y, a pesar del amplio apoyo que tenían en Siria, Armenia y Egipto, el no calcedonismo se enfrentó a su extinción.

## Biografía
Jacob nació en c. 500 en la ciudad de Tella, hijo de Teófilo bar Manu, un sacerdote. Cuando tenía dos años, Jacobo quedó al cuidado de Eustacio, abad del monasterio de Fsilta, y estudió allí griego, siríaco y textos religiosos y teológicos. Su madre, más tarde fue al monasterio e intentó llevarlo a casa, pero Jacobo se negó a regresar y declaró su dedicación a Cristo. Después de la muerte de sus padres, Jacobo donó su herencia a los pobres y manumitió a varios esclavos que había heredado, a quienes otorgó la casa de sus padres. Más tarde, Jacobo sería ordenado diácono y sacerdote en el monasterio. En ese momento, Jacobo se hizo famoso como un hacedor de milagros y la gente acudía a él en busca de curación. Se le atribuyen varios milagros, como la resurrección de los muertos, la curación de los ciegos, la obtención de lluvia y la detención del movimiento del sol. También tiene fama de haber puesto fin al asedio de Edesa, ya que Cosroes I tuvo una visión y abandonó el asedio.
La emperatriz Teodora, no calcedonia, se enteró de la fama de Jacobo y lo invitó a reunirse con ella en Constantinopla, aunque estaba reacio a hacerlo. Durante una visión, Jacobo recibió instrucciones para viajar a Constantinopla, y en c. 527, llegó a la capital. Teodora lo recibió con honores, aunque no estuviese interesado por la vida en la corte. Entró en el Monasterio de Sykai, donde permaneció durante 15 años. Mientras estuvo en Constantinopla, se ganó el favor de Teodora y de Al-Harith ibn Jabalah, rey de los gasánidas, ambos seguidores no calcedonios. Un brote de persecución de los no calcedonios llevado a cabo por Efraín, patriarca de Antioquía, llevó a la emperatriz Teodora y a Al-Harith a instar al papa Teodosio I de Alejandría a consagrar obispos para contrarrestar a Efraín y asegurar la supervivencia del no calcedonismo. Así, Jacobo fue consagrado Obispo de Edesa por el papa Teodosio en Constantinopla en 543/544.
Después de su nombramiento episcopal, Jacobo viajó a Alejandría, donde con dos obispos no calcedonios, consagró a Conon como obispo de Tarso y a Eugenio como obispo de Seleucia. A continuación, se dedicó a consagrar clérigos no calcedonios en toda Mesopotamia, Anatolia, Siria, Palestina y Egipto. Mediante su trabajo misionero, Jacobo tuvo como objetivo restaurar el no-calcedonismo como la posición oficial de la Iglesia en el Imperio Romano de Oriente. El gobierno romano intentó dificultar el resurgimiento no calcedonio y encarceló a Jacobo. En sus viajes usaba un disfraz y, por eso se lo conocía como Burde'ana, 'el hombre con ropas harapientas', del que se derivó el apodo 'Baradeo' (Baradaeus). Jacobo ordenó a Sergio Bar Karya como Obispo de Harran y a Sergio de Tella como patriarca de Antioquía en el 544. Después de la muerte de Sergio de Tella en 547, con Eugenio, Jacobo ordenó a Pablo como patriarca de Antioquía en 550. Pero las diferencias entre Jacobo, Eugenio y Conon más tarde, hicieron que Jacobo anatematizara a los dos por su adhesión al Triteísmo, y ellos anatematizaron a Jacobo por la acusación de adhesión al Sabelianismo.
En 553, el emperador Justiniano I convocó al Segundo Concilio de Constantinopla en un intento de unir a los calcedonios y a los no calcedonios. Sin embargo, el concilio no convenció a los sirios no calcedonios, y Jacobo comenzó a formar una iglesia separada no calcedonia, que más tarde se convertiría en la Iglesia Ortodoxa Siríaca. Jacobo ordenó a Juan de Éfeso como obispo de Éfeso en 558. En 559, Jacobo consagró a Ahudemmeh como Metropolitano del Oriente. En 566, Jacobo asistió a discusiones mantenidas por el emperador Justino II en Constantinopla entre calcedonios y no calcedonios con el objetivo de conseguir un compromiso entre las dos facciones. Al final de las discusiones en 567, Justino emitió un edicto que fue acordado por todos los asistentes, pero el mismo fue rechazado por un consejo no calcedonio en Raqqa. En 571, Jacobo Baradeo y otros obispos no calcedonios dieron su aprobación a un edicto de unión con la Iglesia calcedonia ya que acordaron que tenían las mismas creencias pero las expresaban de manera diferente. Posteriormente, Jacobo y los otros obispos aceptaron la comunión de Juan Escolástico, Patriarca Ecuménico de Constantinopla. Sin embargo, al enfurecer a muchos no calcedonios, los obispos retiraron su aprobación al edicto.
Sin el conocimiento de Jacobo, Pablo, patriarca de Antioquía y otros obispos no calcedonios, habían sido torturados por el gobierno romano y accedieron involuntariamente a adherirse al calcedonismo. En consecuencia, Jacobo prohibió a Pablo recibir la comunión y se refugió en el reino de los gasánidas. Tres años más tarde, Pablo fue llevado ante un sínodo no calcedonio y Jacobo lo devolvió a la comunión por su penitencia. Esto enfureció a los egipcios no calcedonios y, en 576, el papa Pedro IV de Alejandría depuso a Pablo como patriarca de Antioquía, en contra del derecho canónico. Jacobo denunció a Pedro, pero en un esfuerzo por reconciliar a los no calcedonios, viajó a Alejandría y aceptó dar su consentimiento a la deposición de Pablo con la condición de que no fuera excomulgado, restableciendo así las buenas relaciones entre los no calcedonios sirios y egipcios. Sin embargo, al regreso de Jacobo a Siria, muchos sirios no calcedonios expresaron enojo por el compromiso y estalló la violencia entre los partidarios de Jacobo y de Pablo. El rey Al-Mundhir III ibn al-Harith, sucesor de Al-Harith, y Pablo intentaron discutir el conflicto con Jacobo que, sin embargo, se negó a buscar otro compromiso.
Jacobo, con otros obispos, abandonó repentinamente Siria con la intención de viajar a Alejandría. Durante el camino, Jacobo y su grupo se detuvieron en el Monasterio de San Romano en Maiuma, donde se enfermaron y Jacobo murió el 30 de julio de 578. Según Ciríaco, obispo de Mardin, los restos de Jacobo se guardaron en el Monasterio de San Romano hasta que se trasladaron al Monasterio de Fsilta en 622.